# Stenhus

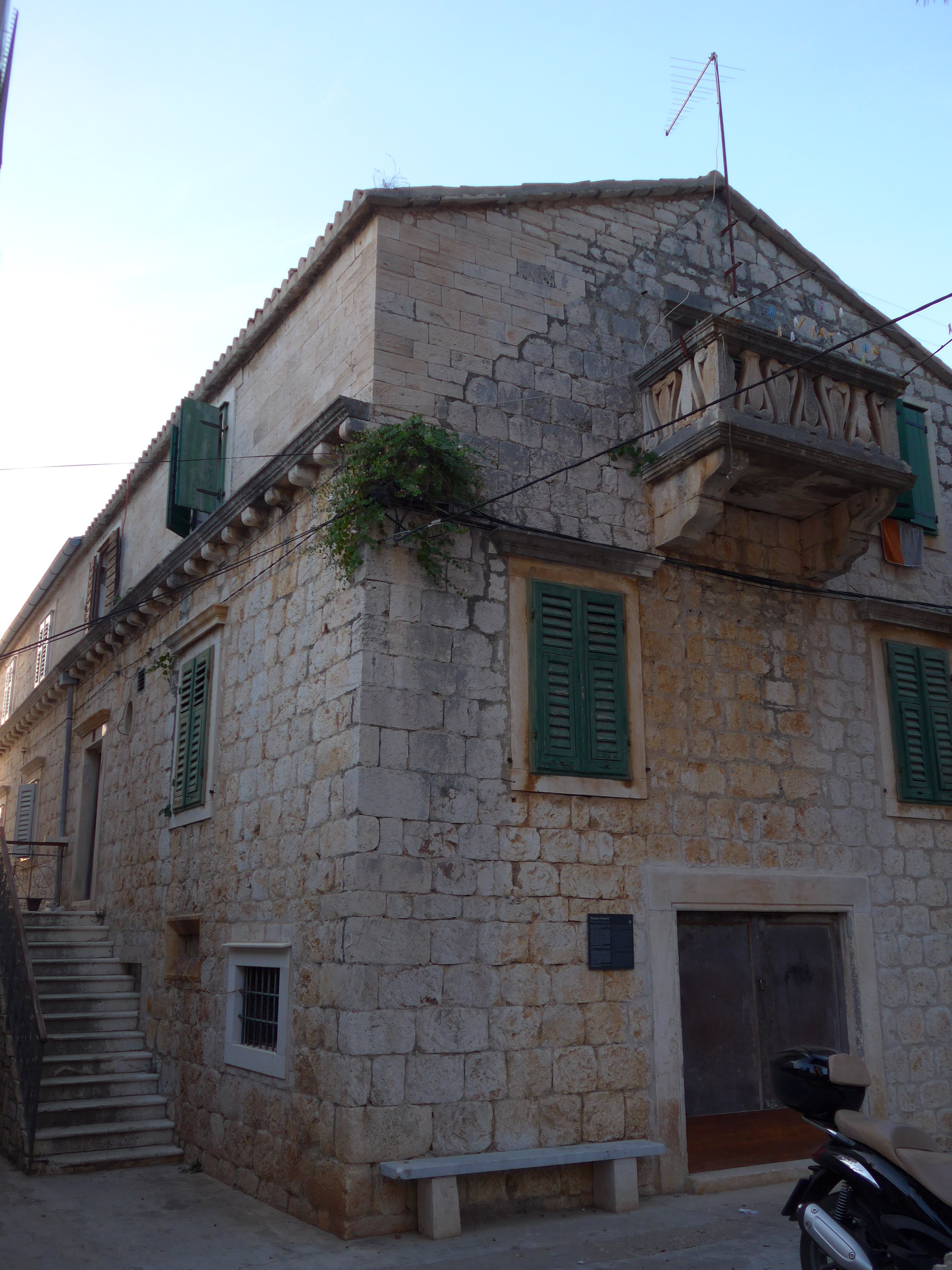
Stenhus i Vis, Kroatien

Stenhus har historiskt använts för byggnader uppförda med massiva väggar i natursten. Väggar av natursten kan vara torrstaplade eller murade, ofta med en tjocklek på över en halv meter. Natursten har hög densitet, vilket kräver tunga transporter. Historiskt har därför lokala material använts för att bygga stenhus. Väggar av natursten har låg termisk isoleringsförmåga, varför de i Sverige främst har använts till ekonomibyggnader. I södra Europa har det däremot varit förhållandevis vanligt att uppföra bostäder i natursten. Stenhus i lättbetong är något man börjat bygga med allt mer i södra delen av Sverige.

## Moderna stenhus i Sverige
I Sverige har begreppet stenhus under modern tid genomgått en förvandling som gör att byggnader uppförda med ”jemförligt brandfritt ämne” jämställs med stenhus, en skrivning som återfinns i Byggnadsstadgan av år 1874, paragraf 34. Med början i denna period under 1800-talet utvecklas tegelbyggandet i Sveriges städer, pådrivet av den tekniska utvecklingen och strävan efter att begränsa stadsbebyggelsens sårbarhet med avseende på stora bränder.
Ytterväggar i stenhus murade med tegel var så kallade tvåstensväggar med tjocklek kring en halv meter i källarplan och en och en halv sten över markplan. Innerväggarna var ofta en och en halv sten till en sten tjocka. Bjälklagen fram till en bit in på 1900-talet bestod av trä.
Utanför Skandinavien används begreppet stenhus i dess ursprungliga betydelse, det vill säga för byggnader med bärande väggar i natursten. Närbesläktade begrepp är byggnader i lersten eller lera och hus med bärande stomme i platsgjuten eller prefabricerad betong.

## Stenhus idag
Strävan efter att förbättra den termiska komforten och energianvändningen i traditionella murade hus med massiva väggar i natursten och tegel har resulterat i utveckling av två oorganiska murningsmaterial – block av lättklinkerbetong respektive lättbetong, den senare även känd som gasbetong. Båda dessa murverksmaterial kännetecknas av lägre densitet än hos massivtegel, därav den högre termiska isolerförmågan. Utvecklingen mot allt strängare krav på byggnaders energiprestanda har sedermera lett till framtagning av olika sandwich- eller hålblock med integrerad termisk isolering.
Typiska ytterväggkonstruktioner i moderna stenhus i Sverige består av väggar av blockmurverk med invändig och utvändig puts eller flerskiktsväggar med bärande inre vägg i något oorganiskt material – tegel, lättklinkerbetong, lättbetong, betongsten eller kalksandsten - termisk isolering och valfritt fasadskikt, ofta i tegel eller puts. Även träpanel förekommer som fasadmaterial på en oorganisk yttervägg.
Man bör vara medveten om att fasad och bärande vägg kan bestå av olika material. Byggnader med fasader av tegel eller puts men bärande väggar av trä eller andra lätta konstruktionsmaterial, benämns ibland, felaktigt, som stenhus. Består de bärande väggarna trä, pratar vi alltså om ett trähus. Kunskap om väggars uppbyggnad i deras helhet är viktigt, eftersom organiskt, fuktkänsligt innehåll medför förhöjd risk för fukt- och beständighetsproblem, med potentiellt menlig inverkan på de boendes hälsa, underhållskostnaderna, byggnadens tekniska livslängd och dess ekonomiska värde.

## Egenskaper hos stenhus

### Konstruktiva egenskaper
Bärförmågan hos murade väggar bestäms av murverksmaterialets hållfasthet och av väggens tjocklek, efter principen ju starkare material och tjockare vägg desto bättre bärförmåga. Murverks karakteristiska tryckhållfasthet ligger normalt i spannet 1,5 – 10 MPa medan dess karakteristiska böj- och draghållfasthet är betydligt lägre, normalt mellan 0,10 och 1,10 MPa.
Stenhus bör därför utformas så att murverket blir tryckt samtidigt som dragpåkänningar begränsas. Det är inte ovanligt att dragsprickor trots allt uppstår på grund av hindrade rörelser, vilket ofta är möjligt att undvika genom rätt byggnadsteknisk utformning. Vidare, kan sprickvidder idag effektivt begränsas genom fiber- och nätförstärkt puts, efter samma principer som armering används för att begränsa sprickvidder i betongkonstruktioner.

### Energiprestanda
Dagens svenska ytterväggslösningar uppfyller Boverkets krav på god energiprestanda. Typiska U-värden för en yttervägg med tjockleken 450-500 mm ligger idag mellan 0,12 och 0,15 W/m2K. God och långsiktigt hållbar lufttäthet erbjuder, i kombination med tunga oorganiska väggars höga värmetröghet, ett stabilt och behagligt inomhusklimat. 

### Fukt
Murade oorganiska väggar kan inte mikrobiologiskt brytas ner vid förhöjda fuktnivåer. Risken för utsläpp av skadliga ämnen som påverkar hälsa är därmed mycket låg. Höga fuktnivåer bör dock undvikas, eftersom våta väggar ger nedsatt energiprestanda och ökad risk för fuktproblem om föremål kommer i kontakt med väggen.  
Vid val av fasadlösning, bör rådande klimatförutsättningar, speciellt slagregn och förekomst av frost-töcykler, beaktas, detta oavsett om det handlar om ett stenhus eller ett hus med annan stomuppbyggnad. Konsekvenserna av ett eventuellt inläckage från slagregn blir dock mer begränsade i stenhus. 

### Ljud
Stenhus är effektiva när det kommer till att utestänga buller, efter principen ju större väggmassa desto bättre ljudisolering.

### Brand
Murade väggar utan organiskt innehåll är effektiva när det gäller att förhindra brandspridning. Bärförmågan vid brand påverkas i mycket begränsad omfattning. 

### Förväntad teknisk livslängd
Den förväntade tekniska livslängden hos stenhus är normalt långt bortom det av Boverket schablonmässigt angivna livslängden på 100 år. 